# Bahlsen
Bahlsen GmbH & Co. KG er en tysk bagerikoncern med hovedkvarter i Hannover. Virksomheden blev etableret i 1889 af fabrikant Hermann Bahlsen (1859–1919).
Mellem 1943 og 1945 anvendte Bahlsen cirka 200 tvangsarbejdere. Flertallet af arbejderne var kvinder fra det nazibesatte Ukraine.  Virksomhedslederne på det tidspunkt, Hans Bahlsen, Werner Bahlsen og Klaus Bahlsen, var alle medlemmer af NSDAP og støttede SS. 
Bahlsen producerede i 2020 ca. 130.000 tons bagværk på bagerierne i Barsinghausen ved Hannover, i Varel, Friesland, i Berlin og i Polen.
De kendes for deres sortiment af kiks og kager.